# Eisenberg (Marsberg)

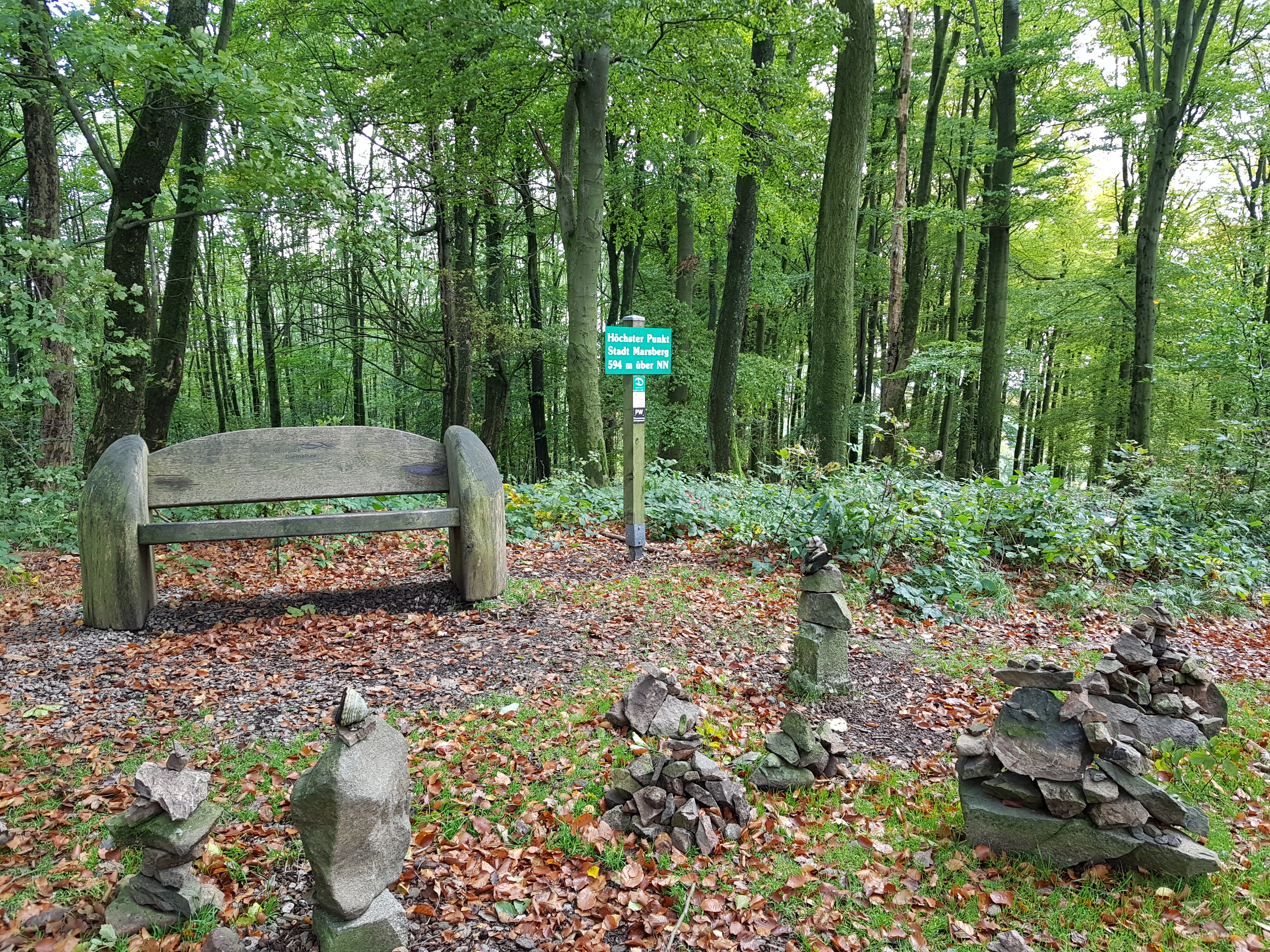
Sitzbank und Steinmännchen am höchsten Punkt der Stadt Marsberg

Der Eisenberg ist ein 594,6 m ü. NHN hoher Berg im Diemelbergland und die höchste Erhebung der Stadt Marsberg. Er liegt bei Helminghausen im nordrhein-westfälischen Hochsauerlandkreis und sein Südhang bei Heringhausen im hessischen Landkreis Waldeck-Frankenberg (Deutschland). Am südwestlichen Bergfuß liegt der Diemelsee.

## Geographie

### Lage
Der Eisenberg erhebt sich im Diemelbergland in Nachbarschaft zum südwestlich gelegenen Upland und gehört zum Naturpark Diemelsee, der in Westfalen und Nordhessen liegt. Sein Gipfel befindet sich in Westfalen knapp 350 m nordwestlich der Grenze zu Nordhessen mit dem jenseits der Grenze gelegenen Dorf Heringhausen, einem Ortsteil von Diemelsee, und etwa 450 m ostsüdöstlich der Staumauer des Diemelsees, der besonders von der Diemel und deren Zufluss Itter gespeist wird. Nördlich des Bergs liegt unterhalb der Talsperre an der Diemel das Dorf Helminghausen, einem südwestlichen Stadtteil von Marsberg; deren flussabwärts an der Diemel gelegene Kernstadt breitet sich vom Berggipfel aus betrachtet 12,5 km (Luftlinie) nordöstlich aus.

### Naturräumliche Zuordnung
Der Eisenberg gehört in der naturräumlichen Haupteinheitengruppe Süderbergland (Nr. 33), in der Haupteinheit Ostsauerländer Gebirgsrand (332) und in der Untereinheit Diemelbergland (332.70) zum Naturraum Padberger Schweiz (332.70), wobei seine Landschaft etwa in Richtung Südosten in der Untereinheit Vorupländer (Adorfer) Bucht (332.6) in den Naturraum Vorupländer Hügelland (332.61) abfällt.

### Bergkuppen
Der Eisenberg hat zwei Bergkuppen: Die Westkuppe mit dem Berggipfel in Westfalen ist 594,6 m hoch und die 1060 m davon entfernte und auf der Grenze zu Nordhessen liegende Ostkuppe 536,9 m. Beide sind über einen 514,1 m hohen Bergsattel miteinander verbunden. 625 m südsüdwestlich des Berggipfels liegt die Nebenkuppe St. Muffert (⊙; 524,9 m) mit gleichnamigem Aussichtspunkt.

## Schutzgebiete
Auf dem westfälischen Bereich des mit Buchen und Eichen bewaldeten Eisenbergs liegen Teile des Landschaftsschutzgebiets Hoppecke-Diemel-Bergland (CDDA-Nr. 555554573; 2001 ausgewiesen; 77,9719 km² groß). An seinen Nordfuß reichen Teile des Naturschutzgebiets Oberes Diemeltal (CDDA-Nr. 329550; 2001; 1,8681 km²) und des Fauna-Flora-Habitat-Gebiets Gewässersystem Diemel und Hoppecke (FFH-Nr. 4617-302; 5,8669 km²).

## Geschichte
Am Eisenberg und in seiner Umgebung stehen an der einstigen Grenze vom Fürstentum Waldeck (Inschrift: FW) zum Großherzogtum Hessen (GH) einige alte Grenzsteine. Nordwestlich unterhalb des Gipfels liegt ein aufgelassener Steinbruch, in dem Diabas des Rheinischen Schiefergebirges als Bruchsteinmaterial für den Bau der 1912 bis 1923 errichteten Staumauer des Diemelsees abgebaut wurde.

## Aussichtspunkte und Wandern
Etwas südlich vom Gipfel der Eisenberg-Nebenkuppe St. Muffert (524,9 m) liegt der Aussichtspunkt St. Muffert (ca. 500 m; ⊙) mit Schutzhütte. Von dessen Klippen ergibt sich ein Talblick auf den Diemelsee (376,2 m; bei Vollstau); nach diesem Seeblick benannt ist das auf dem Stausee verkehrende Fahrgastschiff MS Muffert. Von einem anderen Aussichtspunkt, der sich auf dem Nordwesthang des Berges etwas westlich unterhalb einer Wendeschleife (⊙; 493,4 m) beim Ende eines in Wald gelegenen Stichweges befindet, fällt der Blick auf den Itterarm und den staumauernahen Teil des Diemelsees sowie auf die Staumauer.

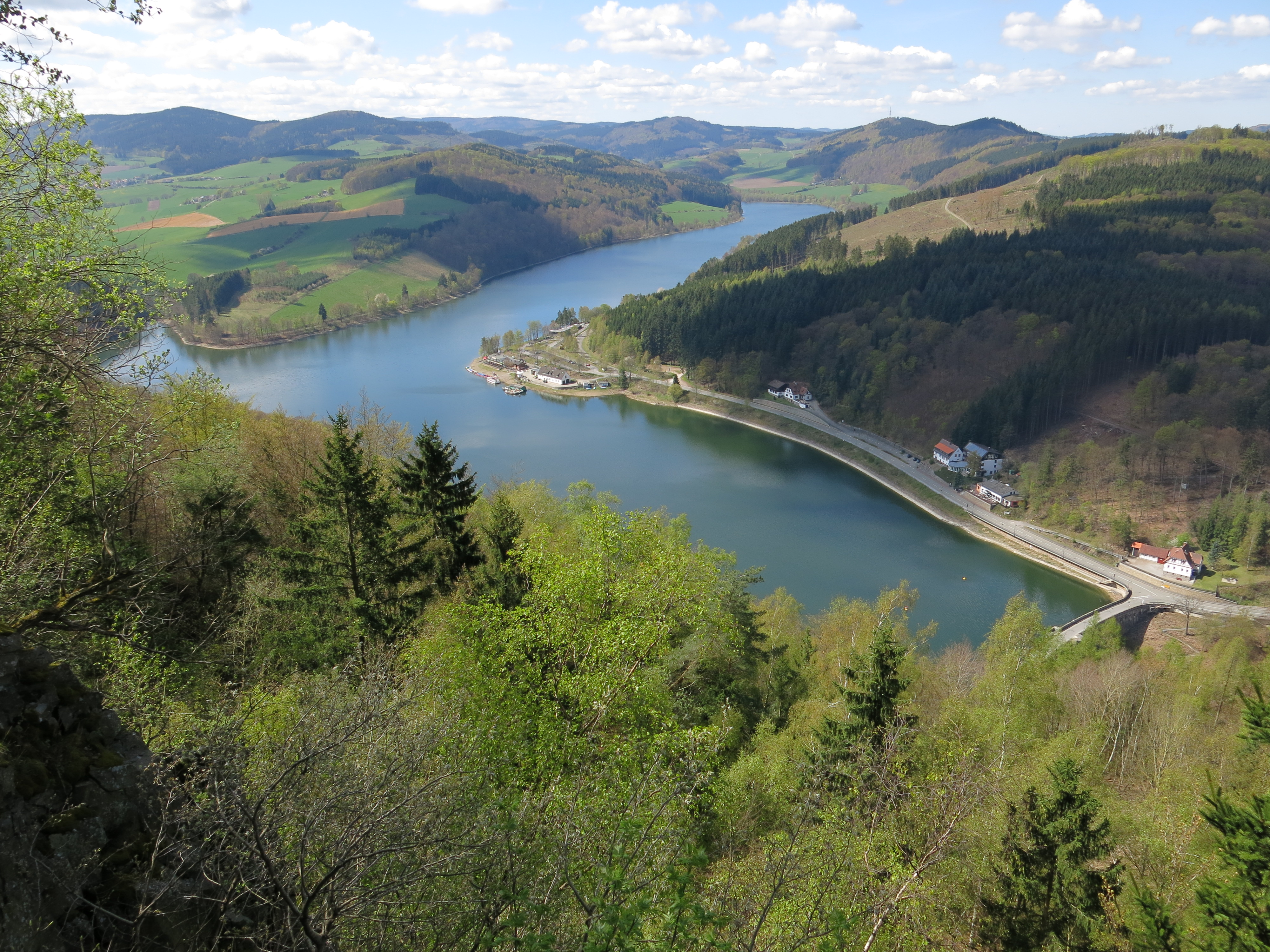
Blick vom Aussichtspunkt am Nordwesthang

Der Eisenberggipfel ist ausschließlich auf Wander- und Waldwegen zu erreichen. Über die Gipfelregion verläuft der Rundwanderweg Drei-Seen-Weg (Edersee–Diemelsee–Twistesee) und eine Variante dieses Weges um den Diemelsee. Vorbei am Aussichtspunkt St. Muffert und über den Südhang führt der Rundwanderweg Diemelsteig.

## Verkehrsanbindung
Von der jenseits des Diemelsees verlaufenden Landesstraße 800 zweigt in Westfalen am Westende der südlich von Helminghausen stehenden Staumauer die über diese führende L 912 ab. Letztere verläuft unmittelbar westlich bis südlich vorbei am Eisenberg entlang des Diemelsees nach Süden, geht dabei in die nordhessische Landesstraße 3078 über und führt dann nach Heringhausen.